# Ursone da Sestri
Ursone da Sestri, conocido también como Ursone Notaro, fue un diplomático, notario y poeta italiano.

## Biografía
Nacido probablemente a Génova o en la Riviera de Levante a fines del siglo XII, Ursone fue una personalidad política importante de la República de Génova en la primera mitad del siglo XII. Activo en varias misiones diplomáticas para la república, viajó a Pecoraro de Mercatonuovo y Verona, además de asumir el cargo de podestà en Liguria.
Ursone es conocido por su poema Historia de victoria quam Ianuensis habuerunt contra gentes ab emperador missas donde exalta la victoria de la flota genovesa sobre la pisano-imperial, alabando la figura del comandante Lamba Doria.
Ursone fue tal vez uno de los continuadores anónimos de los Annales ianuenses.

## Obras
- Historia de victoria quam Ianuensis habuerunt contra gentes ab emperador missas.